# Wildenstein
Pour les articles homonymes, voir Wildenstein (homonymie).
Wildenstein [vildənʃtain]  est une commune française du Massif des Vosges située dans la circonscription administrative du Haut-Rhin et, depuis le 1er janvier 2021, dans le territoire de la Collectivité européenne d'Alsace, en région Grand Est.
Cette commune se trouve dans la région historique et culturelle d'Alsace.
Ses habitants sont appelés les Wildensteinois.

## Géographie
Wildenstein est le village le plus élevé de la vallée de la Thur. Les habitations s'agglutinent le long de la rue principale, enserrées par les pentes abruptes de l'Altenberg à l'ouest (1 197 m) et du Batteriekopf à l'est (1 311 m). Un tronçon de la route des Crêtes empiète sur le territoire communal sans qu'il y ait un accès direct depuis le centre. Le col de Bramont (956 m) permet de rejoindre la cité vosgienne de La Bresse.
Malgré sa dénomination, le lac de Wildenstein n'est pas à Wildenstein mais se situe sur le territoire de la commune de Kruth et sur une petite partie de la commune de Fellering.
La réserve naturelle nationale du massif du Ventron et la réserve naturelle régionale des hautes-chaumes du Rothenbach se situent en partie sur le ban communal.
C'est une des 188 communes du parc naturel régional des Ballons des Vosges.
| La Bresse Vosges |             |          |
|                  | Wildenstein | Metzeral |
| Cornimont Vosges | Kruth       |          |

### Hydrographie

#### Réseau hydrographique
La commune est dans le bassin versant du Rhin au sein du bassin Rhin-Meuse. Elle est drainée par la Thur et le Lawinenrunz,,.
La Thur, d'une longueur de 53 km, prend sa source dans la commune et se jette dans l'Ill à Ensisheim, après avoir traversé 20 communes. Les caractéristiques hydrologiques de la Thur sont données par la station hydrologique située sur la commune. Le débit moyen mensuel est de 0,375 m3/s. Le débit moyen journalier maximum est de 9,5 m3/s, atteint lors de la crue du 15 février 1990. Le débit instantané maximal est quant à lui de 16,5 m3/s, atteint le même jour.

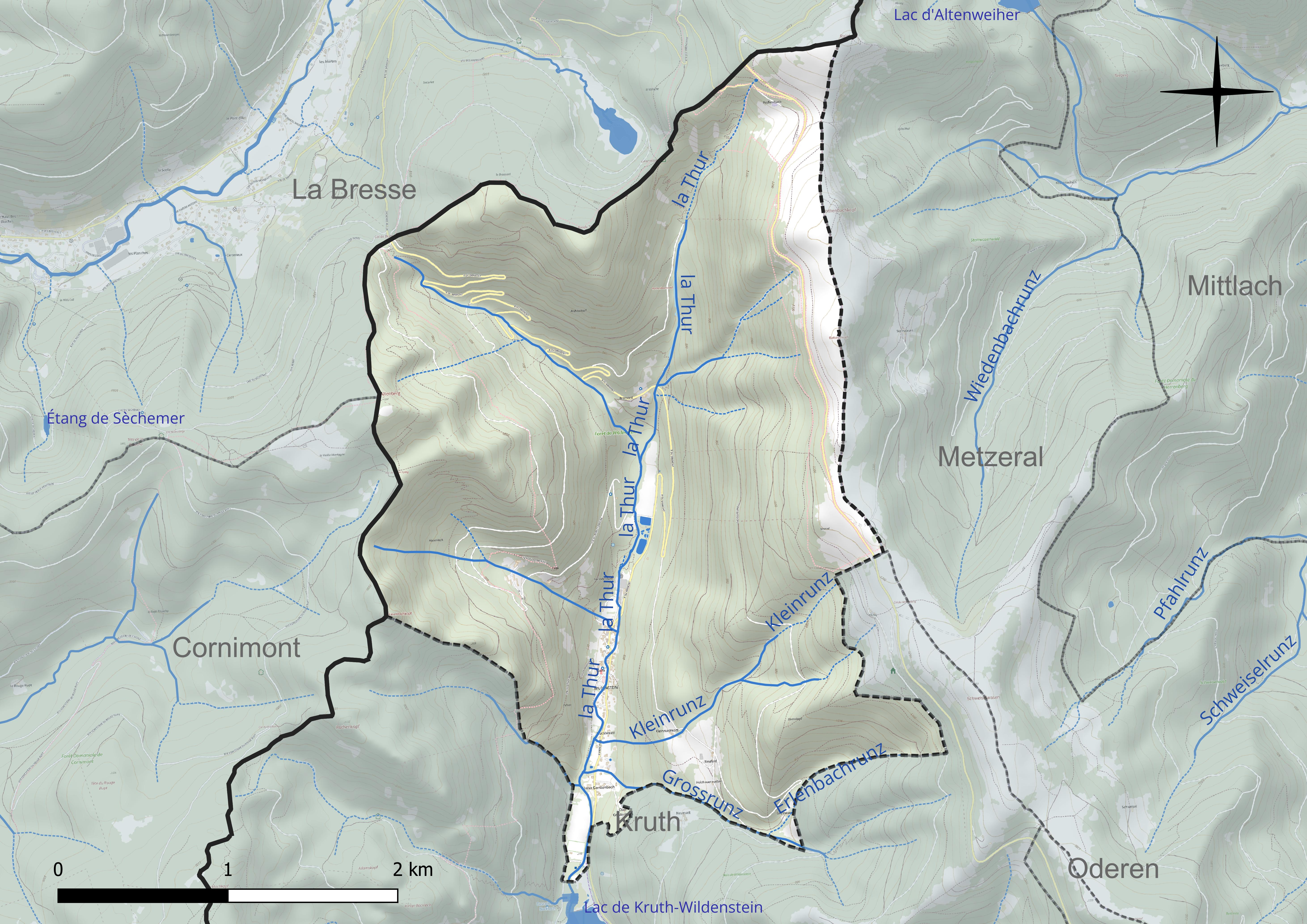
Réseau hydrographique de Wildenstein.

#### Gestion et qualité des eaux
Le territoire communal est couvert par le schéma d'aménagement et de gestion des eaux (SAGE) « Thur ». Ce document de planification concerne le bassin versant de la Thur. Ce territoire s'étend sur 544 km2. Le périmètre a été arrêté le 4 mars 1996 et le SAGE proprement dit a été approuvé le 14 mai 2001. La structure porteuse de l'élaboration et de la mise en œuvre est la Direction départementale de l'agriculture et de la forêt du Haut-Rhin.
La qualité des cours d’eau peut être consultée sur un site dédié géré par les agences de l’eau et l’Agence française pour la biodiversité.

### Climat
Pour des articles plus généraux, voir Climat du Grand Est et Climat du Haut-Rhin.
En 2010, le climat de la commune est de type climat de montagne, selon une étude du Centre national de la recherche scientifique s'appuyant sur une série de données couvrant la période 1971-2000. En 2020, Météo-France publie une typologie des climats de la France métropolitaine dans laquelle la commune est exposée à un climat semi-continental et est dans la région climatique Vosges, caractérisée par une pluviométrie très élevée (1 500 à 2 000 mm/an) en toutes saisons et un hiver rude (moins de 1 °C).
Pour la période 1971-2000, la température annuelle moyenne est de 7,9 °C, avec une amplitude thermique annuelle de 16,8 °C. Le cumul annuel moyen de précipitations est de 1 956 mm, avec 15,6 jours de précipitations en janvier et 11,9 jours en juillet. Pour la période 1991-2020, la température moyenne annuelle observée sur la station météorologique de Météo-France la plus proche, « Markstein Crete », sur la commune d'Oderen à 8 km à vol d'oiseau, est de 6,3 °C et le cumul annuel moyen de précipitations est de 1 489,3 mm. 
La température maximale relevée sur cette station est de 30,3 °C, atteinte le 7 août 2015 ; la température minimale est de −20,4 °C, atteinte le 20 décembre 2009,,.
Les paramètres climatiques de la commune ont été estimés pour le milieu du siècle (2041-2070) selon différents scénarios d'émission de gaz à effet de serre à partir des nouvelles projections climatiques de référence DRIAS-2020. Ils sont consultables sur un site dédié publié par Météo-France en novembre 2022.

## Urbanisme

### Typologie
Au 1er janvier 2024, Wildenstein est catégorisée commune rurale à habitat dispersé, selon la nouvelle grille communale de densité à sept niveaux définie par l'Insee en 2022.
Elle est située hors unité urbaine et hors attraction des villes,.

### Occupation des sols
L'occupation des sols de la commune, telle qu'elle ressort de la base de données européenne d’occupation biophysique des sols Corine Land Cover (CLC), est marquée par l'importance des forêts et milieux semi-naturels (97,4 % en 2018), une proportion identique à celle de 1990 (97,4 %). La répartition détaillée en 2018 est la suivante :
forêts (90,2 %), milieux à végétation arbustive et/ou herbacée (7,2 %), zones agricoles hétérogènes (2,6 %). L'évolution de l’occupation des sols de la commune et de ses infrastructures peut être observée sur les différentes représentations cartographiques du territoire : la carte de Cassini (XVIIIe siècle), la carte d'état-major (1820-1866) et les cartes ou photos aériennes de l'IGN pour la période actuelle (1950 à aujourd'hui).

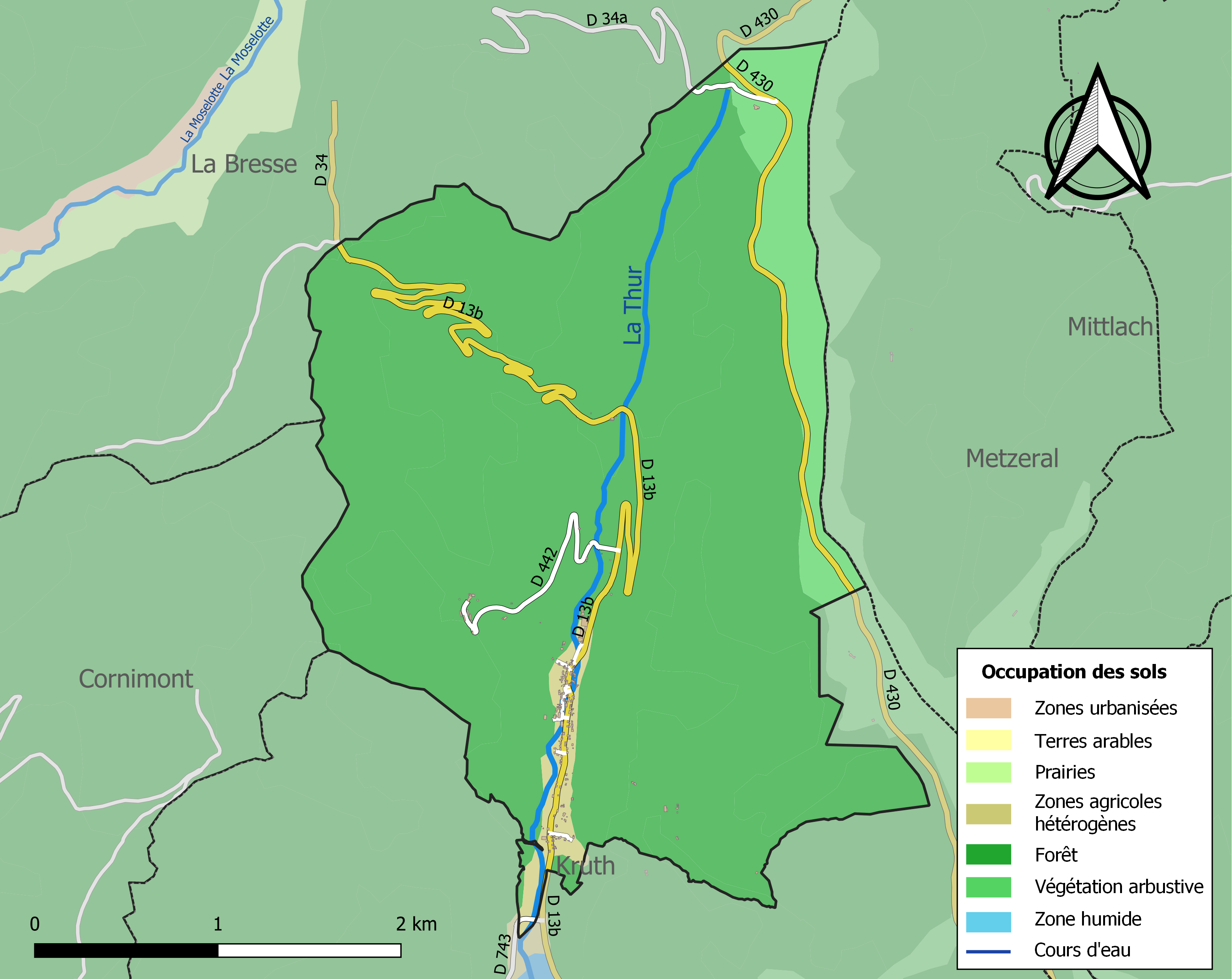
Carte des infrastructures et de l'occupation des sols de la commune en 2018 (CLC).

## Histoire
Construit en 1312 par Peter von Bollwiller, le château de Wildenstein se dresse sur le territoire de Kruth et a donné son nom à un hameau, développé autour d'une verrerie fondée par l'abbaye de Murbach.
Le village de Wildenstein fut créé de toutes pièces en 1699 par des maîtres-verriers sollicités par l'abbé de Murbach pour exploiter la forêt de ce fond de vallée. Ces verriers bâtirent leur four et leurs cabanes en bois, gagnant des terres cultivables par l'abattage intensif des arbres.
Le hameau se nommait au XVIIIe siècle die Glasshütte hinter Wiltenstein (la verrerie derrière Wildenstein), Wildenstein désignant alors le nom du rocher sis à l'ouest de Kruth sur lequel se dressait les ruines du château éponyme.
Sous l'Ancien Régime, Wildenstein, tout comme Kruth et Fellering, dépendait de la paroise catholique d'Oderen. De la Révolution à 1836, avant de disposer de son propre lieu de culte, Wildenstein dépendait de la paroisse catholique de Kruth. Aujourd'hui le village dépend de la paroisse Thur.

### Héraldique
| Blason de Wildenstein | Les armes de Wildenstein se blasonnent ainsi : « Parti, au premier de sinople au verre à boire sur pied d'argent, avec décors gravés de sable, au second d'argent au lévrier rampant de sable lampassé de gueules colleté et bouclé d'or, enté en pointe d'azur au pal d'or chargé de trois chevrons renversés de gueules. » |

Le verre à boire évoque la verrerie, le lévrier est celui de l'abbaye de Murbach et l’eau est aux armes des Bollwiller.

## Politique et administration

### Budget et fiscalité 2016

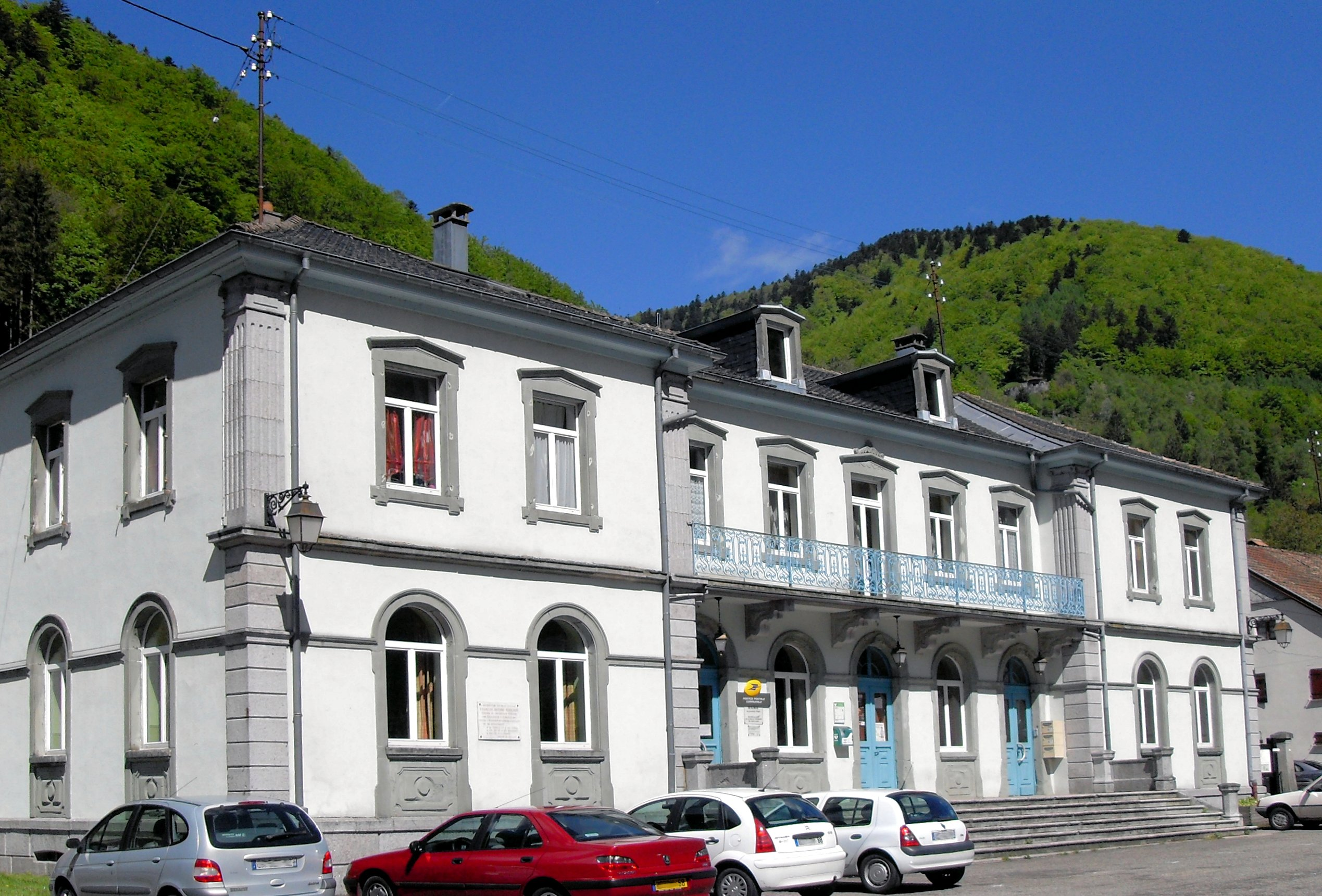
Mairie et Poste.

En 2016, le budget de la commune était constitué ainsi, :
- total des produits de fonctionnement : 221 000 €, soit 1 148 € par habitant ;
- total des charges de fonctionnement : 178 000 €, soit 921 € par habitant ;
- total des ressources d’investissement : 192 000 €, soit 995 € par habitant ;
- total des emplois d’investissement : 127 000 €, soit 659 € par habitant.
- endettement : 2 000 €, soit 9 € par habitant.

Avec les taux de fiscalité suivants :
- taxe d’habitation : 10,94 % ;
- taxe foncière sur les propriétés bâties : 20,07 % ;
- taxe foncière sur les propriétés non bâties : 40,59 % ;
- taxe additionnelle à la taxe foncière sur les propriétés non bâties : 0,00 % ;
- cotisation foncière des entreprises : 0,00 %.

Chiffres clés Revenus et pauvreté des ménages en 2014 : Médiane en 2014 du revenu disponible, par unité de consommation : 17 932 €.

### Liste des maires
| Période                                  | Période  | Identité            | Étiquette | Qualité                        |
| ---------------------------------------- | -------- | ------------------- | --------- | ------------------------------ |
| 1983                                     | 2008     | Geneviève Foltzer   |           | Mère au foyer                  |
| mars 2008                                | 2017     | Jean-Jacques Gewiss |           |                                |
| 2017                                     | En cours | Ludovic Marinoni    |           | Directeur général des services |
| Les données manquantes sont à compléter. |          |                     |           |                                |

## Démographie
L'évolution du nombre d'habitants est connue à travers les recensements de la population effectués dans la commune depuis 1800. Pour les communes de moins de 10 000 habitants, une enquête de recensement portant sur toute la population est réalisée tous les cinq ans, les populations de référence des années intermédiaires étant quant à elles estimées par interpolation ou extrapolation. Pour la commune, le premier recensement exhaustif entrant dans le cadre du nouveau dispositif a été réalisé en 2005.

En 2022, la commune comptait 157 habitants, en évolution de −12,78 % par rapport à 2016 (Haut-Rhin : +0,66 %, France hors Mayotte : +2,11 %).
| 1800 | 1806 | 1821 | 1831 | 1836 | 1841 | 1846 | 1851 | 1856 |
| ---- | ---- | ---- | ---- | ---- | ---- | ---- | ---- | ---- |
| 435  | 442  | 496  | 518  | 519  | 607  | 690  | 724  | 682  |

| 1861 | 1866 | 1871 | 1875 | 1880 | 1885 | 1890 | 1895 | 1900 |
| ---- | ---- | ---- | ---- | ---- | ---- | ---- | ---- | ---- |
| 691  | 698  | 611  | 598  | 533  | 477  | 473  | 422  | 456  |

| 1905 | 1910 | 1921 | 1926 | 1931 | 1936 | 1946 | 1954 | 1962 |
| ---- | ---- | ---- | ---- | ---- | ---- | ---- | ---- | ---- |
| 481  | 443  | 371  | 314  | 340  | 296  | 306  | 295  | 293  |

| 1968 | 1975 | 1982 | 1990 | 1999 | 2005 | 2006 | 2010 | 2015 |
| ---- | ---- | ---- | ---- | ---- | ---- | ---- | ---- | ---- |
| 241  | 168  | 205  | 189  | 211  | 197  | 198  | 191  | 181  |

| 2020 | 2022 | - | - | - | - | - | - | - |
| ---- | ---- | - | - | - | - | - | - | - |
| 163  | 157  | - | - | - | - | - | - | - |

## Associations
Plusieurs associations sont actives à Wildenstein :
- Depuis 1999, une association d'histoire a été créée, l'AAVW (l'Association des Amis des Verriers de Wildenstein), pour étudier le passé verrier du village ; elle édite aussi une revue trimestrielle (S'Glaserblättle)  (ISSN 1621-0026)[31].
- Le Club d'Animation.
- L'Association Sportive.

## Lieux et monuments
- Le lac de Kruth-Wildenstein.
- Le Gazon de Faîte[32].

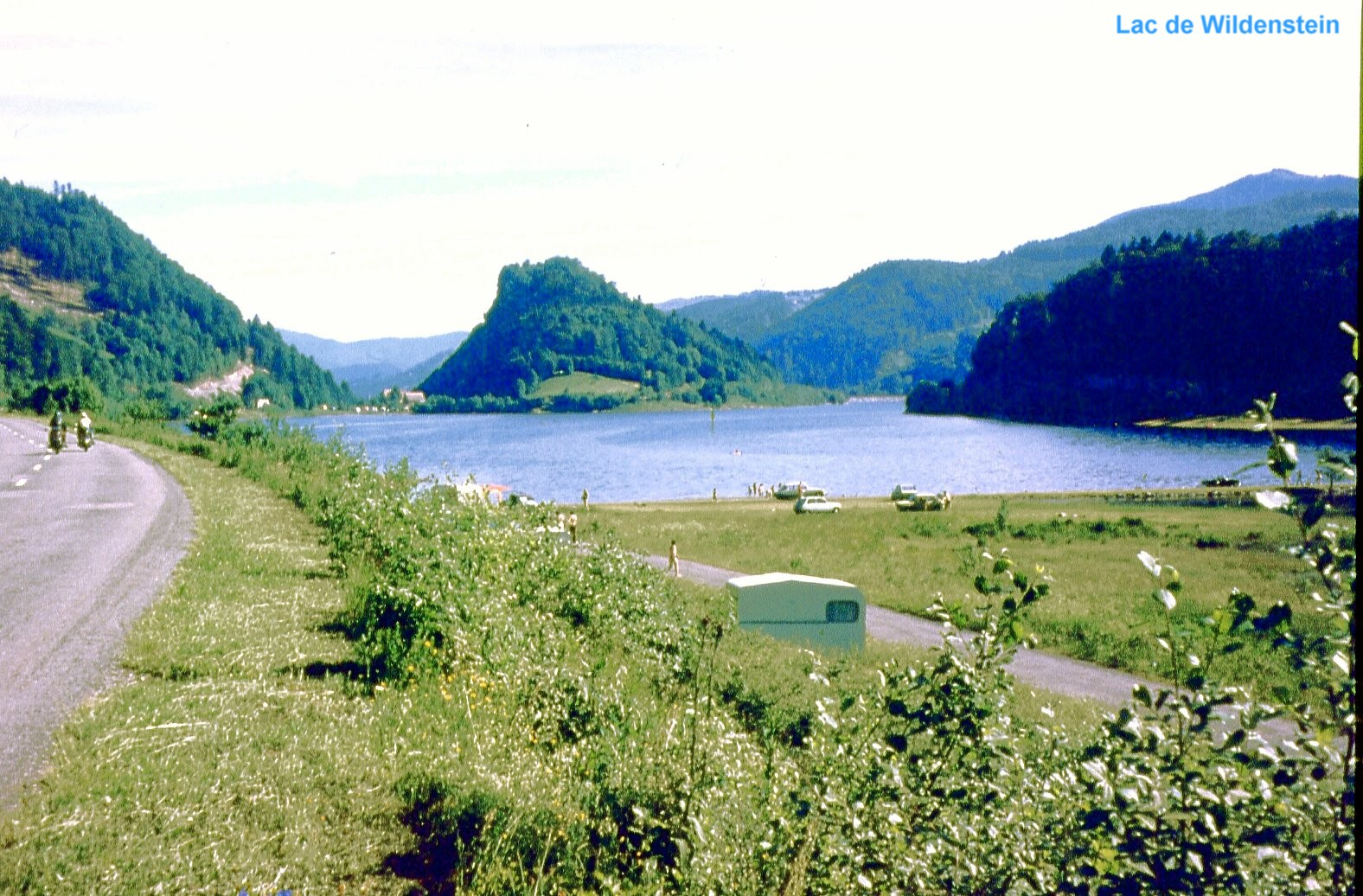
Lac de Wildenstein.

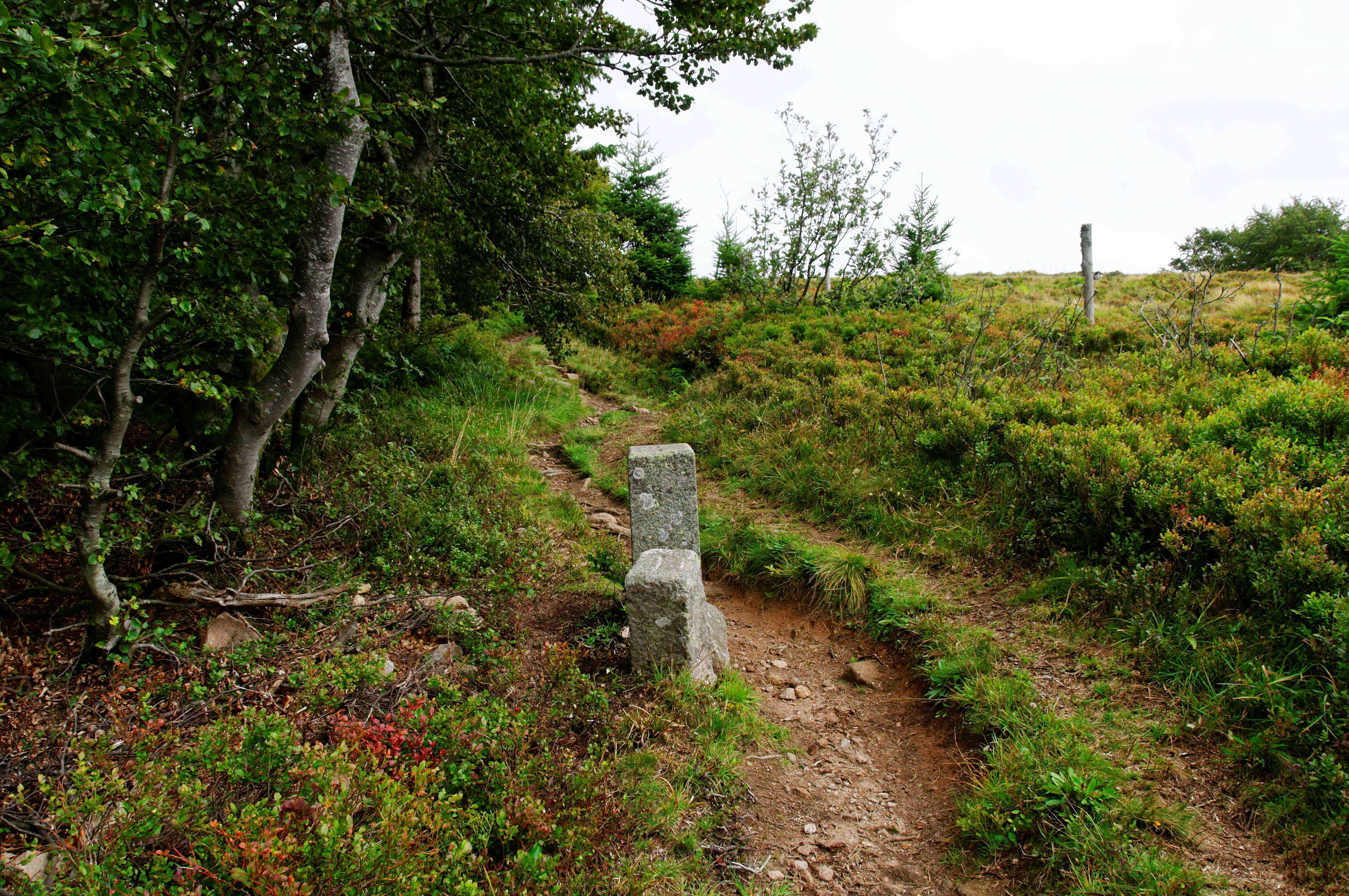
Bornes frontière à la suite de la guerre franco-allemande de 1870-71.

- Cascade du Heidenbad. La Thur (France) y franchit 24 mètres de dénivelé[33],[34].
- Église Saint-Pierre et Saint-Paul, bâtie en 1836[35], et son orgue[36],[37],[38].
- Malgré sa dénomination, le château de Wildenstein est situé en aval de la commune, au sommet du Schlossberg, sur la commune de Kruth[39],[40].
- École-mairie[41].
- Monuments commémoratifs :
  - Monument aux morts[42],[43].
  - Chapelle Saint-Bernard, à la mémoire du fils du Maréchal De Lattre de Tassigny[44].